# Paolo Marella
Pour les articles homonymes, voir Marella.
Paolo Marella  (né le 25 janvier 1895 à Rome, et mort le 15 octobre 1984 à Rome) est un cardinal italien de l'Église catholique du XXe siècle, créé par le pape Jean XXIII.

## Biographie
Paolo Marella étudie à Rome. Après son ordination, il  fait du travail pastoral dans le diocèse de Rome et il exerce des fonctions auprès de diverses délégations apostoliques.  En 1933, Marella est élu archevêque titulaire de Dioclée (de) et est nommé délégué apostolique au Japon (en), où selon les recommandations de Pie XI, il mesure l'installation d'une Église catholique autochtone. Il consacre évêque Paul Yoshigoro Taguchi, premier évêque japonais d'Osaka, le 14 décembre 1941, une semaine après l'attaque de Pearl Harbour. En 1948, il est transféré à Canberra comme délégué apostolique pour l'Australie (en), la Nouvelle-Zélande (en) et l'Océanie et en 1953 Pie XII fait de lui son nonce apostolique en France où il succède à Giuseppe Roncalli qui sera élu pape sous le nom de Jean XXIII en 1958. 
Ce dernier le crée cardinal au consistoire du 14 décembre 1959. En 1961, il est nommé archiprêtre de la basilique Saint-Pierre et premier préfet de la Congrégation de la basilique de Saint-Pierre qui deviendra en 1964 la Fabrique de Saint-Pierre. 
Le cardinal Marella assiste  au concile Vatican II (1962-1965) et participe au conclave de 1963 (élection de Paul VI). Il est nommé président du nouveau Secrétariat pour les non-chrétiens en 1964. En 1977 il est nommé vice-doyen du Collège des cardinaux.

## Succession apostolique
Paolo Marella a ordonné les évêques suivants :
- Archevêque Marie-Joseph Lemieux, O.P. (1936)
- Archevêque Paul Aijirō Yamaguchi (en) (1937)
- Cardinal Paul Yoshigoro Taguchi (1941)
- Évêque Michael Wasaburō Urakawa (it) (1942)
- Évêque Thomas Asagoro Wakida (pl) (1947)
- Évêque Bryan Gallagher (en) (1952)
- Évêque Giulio Barbetta (1962)
- Cardinal Jacques-Paul Martin (1964)
- Cardinal Julijans Vaivods (1964)
- Archevêque Ferdinando Lambruschini (it) (1968)
- Cardinal Mario Nasalli Rocca di Corneliano (1969)